# BI-8
Die BI-8 ist eine Weiterentwicklung der Bolchowitinow BI-1 und ein experimentelles Raketenjagdflugzeug.

## Geschichte
Die BI-8 war ein Projekt von Alexander Beresnjak und Alexei Isajew der späten 40er und frühen 50er Jahre. Das Vorgängerprojekt BI war wegen verschiedener Probleme eingestellt worden, insbesondere wegen einer Neigung abwärts bei hohen Geschwindigkeiten. Nach jahrelangem Tüfteln gelang es den beiden Konstrukteuren, das Problem zu beheben.
Sie wollten einen extrem schnellen Höhenflug mit der BI-8 erreichen. Vorgesehen war das verbesserte Raketentriebwerk des Typs D-1A-2100 und an verschiedenen Stellen des Flugzeugs jeweils links und rechts angebrachten sechs RD-20-Raketentriebwerken. Das Flugzeug war als Abfangjäger gegen Bomber vorgesehen. Es sollte ähnlich dem Konzept der Messerschmitt Me 163 mit hoher Geschwindigkeit auf 10.000 Meter Höhe steigen und von dort im Gleitflug die Bomber angreifen. Die Feuerkraft von acht SchWAK-Kanonen war außergewöhnlich stark.
1951 wurde das Flugzeug weitgehend fertiggestellt und ohne Triebwerke geflogen. Der Pilot war Sergei Gorbatschejew. Einen Monat später wurde das Projekt wegen Geldmangels abgebrochen.

## Technische Daten
| Kenngröße             | Daten                                         |
| --------------------- | --------------------------------------------- |
| Konzeption            | 13-motoriges Experimental-Raketenjagdflugzeug |
| Konstrukteure         | Alexander Beresnjak, Alexei Isajew            |
| Hersteller            | OKB Bolchowitinow                             |
| Besatzung             | 1 Pilot                                       |
| Länge                 | 6,30 m                                        |
| Spannweite            | 6,50 m                                        |
| Höhe                  | 2,20 m                                        |
| Flügelfläche          | 7,04 m²                                       |
| Flügelstreckung       | 6,0                                           |
| Leermasse             | 1970 kg                                       |
| Startmasse            | maximal 3200 kg                               |
| Triebwerk             | 1 × Duschkin D-1A-2100, 12 × RD-20            |
| Schub                 | 1 × 2000 kg, 12 × 8820 N                      |
| Brenndauer            | 2 min                                         |
| Höchstgeschwindigkeit | 2300 km/h in 10.000 m Höhe (geschätzt)        |
| Steiggeschwindigkeit  | 230,08 m/s                                    |
| Bewaffnung            | 8 × 20-mm-MK SchWAK mit je 50 Schuss          |